# قتل در قطار سریع‌السیر شرق
قتل در قطار سریع‌السیر شرق (به انگلیسی: Murder on the Orient Express) رمانی پلیسی-جنایی اثر آگاتا کریستی است.
این کتاب که از مجموعه داستان‌های پوآرو می‌باشد در تاریخ ۱ ژانویه ۱۹۳۴ در بریتانیا توسط انتشارات کولینز کرایم کلوب و در همان سال در آمریکا توسط انتشارات داد، مید اند کمپانی با نام قتل در قطار کاله به چاپ رسیده است. دلیل تغییر نام در آمریکا شباهت آن با نام کتاب تازه چاپ شده گراهام گرین با نام «قطار استانبول» بود که در این کشور با نام «قطار سریع‌السیر شرق» چاپ شده بود.
قیمت کتاب در بریتانیا ۷ شیلینگ و شش پنی و در آمریکا ۲ دلار بوده‌است.
در سال ۱۹۷۴ سیدنی لومت فیلمی بر اساس داستان این کتاب ساخت که بسیار موفق بود. در سال ۲۰۱۰ در ادامه مجموعه تلویزیونی پوآرو، نسخه تلویزیونی از این کتاب با تغیراتی در داستان آن ساخته شد..همچنین در سال ۲۰۱۷ فیلم قتل در قطار سریع‌السیر شرق بر اساس آن ساخته شد.